# NGC 1497
NGC 1497 في الفهرس العام الجديد، هي مجرة، تقع في كوكبة الثور (كوكبة). اكتشفت في 1876 بواسطة إدوارد ستيفان.

## روابط خارجية
- NGC 1497 على موقع ويكي سكاي: DSS2, SDSS, GALEX, IRAS, Hydrogen α, X-Ray, Astrophoto, Sky Map, Articles and images